# Krčki natpis
Krčki natpis, jedan od najstarijih hrvatskoglagoljskih epigrafskih spomenika (mlađi od Plominskoga natpisa, a stariji od Bašćanske ploče), iz XI. st., pisan hrvatskim jezikom, oblom glagoljicom, no s pokušajem koordiniranja slova, u smjeru razvoja ustavne glagoljice. Na kamenoj su podlozi uklesana imena graditelja benediktinskoga samostana ili crkve: opat Maj, romanskoga imena i slavenski redovnici Radonja, Dobroslav, Rugota (1. se zida ma-, 2. ĵъ opatъ i ra-, 3. donê rugota, 4. dobroslav[ъ]). Natpis je isprva vjerojatno stajao na toj građevini, a sada se nalazi na stubištu kanoničke kuće u Krku. Osobita su paleografska odlika starine: stari trokutni jat, d i v s polukružno izvedenom spojnicom, plitko t, granato m, l jednakih slovnih polja.

Tekst spomenika pisanog glagoljicom glasi: 
 Prijevod teksta glasi: 
Time tekst pokazuje da redovnici već tada nose hrvatska imena. Čuva se u Krku, u zgradi krčkog Caritasa.